# معلومات كمومية
المعلومات الكمومية (بالإنجليزية: Quantum information)‏ هي معلومات حالة النظام الكمومي. إنها الكيان الأساسي للدراسة في نظرية المعلومات الكمومية (بالإنجليزية: Quantum information theory)‏، ويمكن معالجته باستخدام تقنيات معالجة المعلومات الكمومية. تشير المعلومات الكمية إلى كل من التعريف الفني من حيث إنتروبيا فون نيومان والمصطلح الحسابي العام.